# Список золотих монет України
Список золотих монет викарбуваних на монетному дворі НБУ за серіями.

## Золоті монети

### Знаки зодіаку
| Назва    | Номінал, грн. | Метал              | Маса, грам | Діаметр, мм | Якість виготовлення         | Гурт    | Тираж, штук | Аверс | Реверс |
| -------- | ------------- | ------------------ | ---------- | ----------- | --------------------------- | ------- | ----------- | ----- | ------ |
| Близнюки | 2             | золота 999.9 проби | 1.24       | 13.92       | "спеціальний анциркулейтед" | гладкий | 10 000      |       |        |
| Водолій  | 2             | золота 999.9 проби | 1.24       | 13.92       | "спеціальний анциркулейтед" | гладкий | 10 000      |       |        |
| Діва     | 2             | золота 999.9 проби | 1.24       | 13.92       | "спеціальний анциркулейтед" | гладкий | 10 000      |       |        |
| Козеріг  | 2             | золота 999.9 проби | 1.24       | 13.92       | "спеціальний анциркулейтед" | гладкий | 10 000      |       |        |
| Лев      | 2             | золота 999.9 проби | 1.24       | 13.92       | "спеціальний анциркулейтед" | гладкий | 10 000      |       |        |
| Овен     | 2             | золота 999.9 проби | 1.24       | 13.92       | "спеціальний анциркулейтед" | гладкий | 10 000      |       |        |
| Рак      | 2             | золота 999.9 проби | 1.24       | 13.92       | "спеціальний анциркулейтед" | гладкий | 10 000      |       |        |
| Риби     | 2             | золота 999.9 проби | 1.24       | 13.92       | "спеціальний анциркулейтед" | гладкий | 10 000      |       |        |
| Скорпіон | 2             | золота 999.9 проби | 1.24       | 13.92       | "спеціальний анциркулейтед" | гладкий | 10 000      |       |        |
| Стрілець | 2             | золота 999.9 проби | 1.24       | 13.92       | "спеціальний анциркулейтед" | гладкий | 10 000      |       |        |
| Телець   | 2             | золота 999.9 проби | 1.24       | 13.92       | "спеціальний анциркулейтед" | гладкий | 10 000      |       |        |
| Терези   | 2             | золота 999.9 проби | 1.24       | 13.92       | "спеціальний анциркулейтед" | гладкий | 10 000      |       |        |

### Відродження української державності
| Назва                            | Номінал, грн. | Метал            | Маса, грам | Діаметр, мм | Якість виготовлення       | Гурт                             | Тираж, штук | Аверс | Реверс |
| -------------------------------- | ------------- | ---------------- | ---------- | ----------- | ------------------------- | -------------------------------- | ----------- | ----- | ------ |
| 10 років незалежності України    | 10            | золото 900 проби | 3.88       | 16.00       | пруф                      | гладкий                          | 3 000       |       |        |
| 20 років незалежності України    | 100           | золото 900 проби | 31.1       | 32.0        | пруф                      | гладкий із заглибленими написами | 1 000       |       |        |
| 25 років незалежності України    | 250           | золото 900 проби | 62,2       | 42,0        | спеціальний анциркулейтед | гладкий із заглибленими написами | 400         |       |        |
| До 30-річчя незалежності України | 250           | золото 900 проби | 62,2       | 42,0        | спеціальний анциркулейтед | гладкий із заглибленими написами | 400         |       |        |

### Найменша золота монета
| Назва                        | Номінал, грн. | Метал              | Маса, грам | Діаметр, мм | Якість виготовлення       | Гурт    | Тираж, штук | Аверс | Реверс |
| ---------------------------- | ------------- | ------------------ | ---------- | ----------- | ------------------------- | ------- | ----------- | ----- | ------ |
| Бабак (байбак)               | 2             | золото 999.9 проби | 1.24       | 13.92       | спеціальний анциркулейтед | гладкий | 10 000      |       |        |
| Саламандра                   | 2             | золото 999.9 проби | 1.24       | 13.92       | підвищена                 | гладкий | до 10 000   |       |        |
| Лелека                       | 2             | золото 999,9 проби | 1.24       | 13.92       | підвищена                 | гладкий | до 10 000   |       |        |
| Скіфське золото              | 2             | золото 999,9 проби | 1.24       | 13.92       | спеціальний анциркулейтед | гладкий | до 15 000   |       |        |
| Скіфське золото (богиня Апі) | 2             | золото 999,9 проби | 1.24       | 13.92       | спеціальний анциркулейтед | гладкий | 10 000      |       |        |
| Їжак                         | 2             | золото 999,9 проби | 1.24       | 13.92       | спеціальний анциркулейтед | гладкий | 10 000      |       |        |
| Черепаха                     | 2             | золото 999,9 проби | 1.24       | 13.92       | спеціальний анциркулейтед | гладкий | 10 000      |       |        |
| Скіфське золото.Кабан        | 2             | золото 999.9 проби | 1.24       | 13.92       | спеціальний анциркулейтед | гладкий | 10 000      |       |        |
| Бджола                       | 2             | золото 999.9 проби | 1.24       | 13.92       | спеціальний анциркулейтед | гладкий | 10 000      |       |        |
| Мальва                       | 2             | золото 999.9 проби | 1.24       | 13.92       | спеціальний анциркулейтед | гладкий | 8 000       |       |        |
| Скіфське золото. Олень       | 2             | золото 999.9 проби | 1.24       | 13.92       | спеціальний анциркулейтед | гладкий | 10 000      |       |        |
| Калина червона               | 2             | золото 999.9 проби | 1.24       | 13.92       | спеціальний анциркулейтед | гладкий | 10 000      |       |        |

### Духовні скарби України
| Назва                                                      | Номінал, грн. | Метал              | Маса, грам        | Діаметр, мм | Якість виготовлення | Гурт                           | Тираж, штук | Аверс | Реверс |
| ---------------------------------------------------------- | ------------- | ------------------ | ----------------- | ----------- | ------------------- | ------------------------------ | ----------- | ----- | ------ |
| Енеїда                                                     | 100           | золото 900 проби   | 15.55             | 25.00       | пруф                | гладкий                        | 2000        |       |        |
| Оранта                                                     | 500           | золото 999,9 проби | 31.1              | 32.0        | "анциркулейтед"     | секторальне рифлення           | 1000        |       |        |
| Оранта                                                     | 250           | золото 999,9 проби | 15.55             | 25.0        | "анциркулейтед"     | секторальне рифлення           | 3000        |       |        |
| Оранта                                                     | 125           | золото 999,9 проби | 7.78              | 20.0        | "анциркулейтед"     | секторальне рифлення           | 4000        |       |        |
| Оранта                                                     | 50            | золото 999,9 проби | 3.11              | 16.0        | "анциркулейтед"     | секторальне рифлення           | 2000        |       |        |
| Києво-Печерська Лавра                                      | 200           | золото 900 проби   | 15.55             | 25.0        | "пруф"              | гладкий                        | 20000       |       |        |
| Пектораль                                                  | 100           | золото 900 проби   | 31.1              | 32.0        | "пруф"              | секторальне рифлення           | 1500        |       |        |
| Київський псалтир                                          | 100           | золото 900 проби   | 15.55             | 25.00       | "пруф"              | гладкий                        | 2000        |       |        |
| Острозька Біблія                                           | 100           | золото 900 проби   | 31.1              | 32.0        | "пруф"              | секторальне рифлення           | 4 000       |       |        |
| Успенський собор Києво-Печерської лаври                    | 100           | золото 900 проби   | у чистоті - 15.55 | 25.00       | "пруф"              | гладкий                        | 3000        |       |        |
| Михайлівський Золотоверхий собор                           | 100           | золото 900 проби   | у чистоті - 15.55 | 25.00       | "пруф"              | гладкий                        | 3000        |       |        |
| Нестор-літописець                                          | 50            | золото 900 проби   | 15,55             | 25,0        | "пруф-лайк"         | гладкий                        | 5000        |       |        |
| Надання Томосу про автокефалію Православної церкви України | 100           | золото 900 проби   | 31,1              | 32.0        | "пруф"              | гладкий із заглибленим написом | 1500        |       |        |

### 2000-ліття Різдва Христового
| Назва           | Номінал, грн. | Метал            | Маса, грам | Діаметр, мм | Якість виготовлення | Гурт    | Тираж, штук | Аверс | Реверс |
| --------------- | ------------- | ---------------- | ---------- | ----------- | ------------------- | ------- | ----------- | ----- | ------ |
| Різдво Христове | 50            | золото 900 проби | 15.55      | 25.0        | "пруф"              | гладкий | 3000        |       |        |
| Хрещення Русі   | 50            | золото 900 проби | 15.55      | 25.0        | "пруф"              | гладкий | 3000        |       |        |

### Пам'ятники архітектури України
| Назва             | Номінал, грн. | Метал            | Маса у чистоті, грам | Діаметр, мм | Якість виготовлення | Гурт                 | Тираж, штук | Аверс | Реверс |
| ----------------- | ------------- | ---------------- | -------------------- | ----------- | ------------------- | -------------------- | ----------- | ----- | ------ |
| Золоті ворота     | 100           | золото 900 проби | 31.1                 | 32.0        | "пруф"              | секторальне рифлення | 2000        |       |        |
| Ластівчине гніздо | 50            | золото 900 проби | 15.55                | 25.0        | "пруф"              | гладкий              | 4 000       |       |        |

### Видатні особистості України
| Назва        | Номінал, грн. | Метал            | Маса, грам | Діаметр, мм | Якість виготовлення | Гурт    | Тираж, штук | Аверс | Реверс |
| ------------ | ------------- | ---------------- | ---------- | ----------- | ------------------- | ------- | ----------- | ----- | ------ |
| Т.Г.Шевченко | 200           | золото 900 проби | 15.55      | 25.0        | "пруф"              | гладкий | 10 000      |       |        |

### Античні пам'ятки України
| Назва                | Номінал, грн. | Метал            | Маса, грам | Діаметр, мм | Якість виготовлення | Гурт                             | Тираж, штук | Аверс | Реверс |
| -------------------- | ------------- | ---------------- | ---------- | ----------- | ------------------- | -------------------------------- | ----------- | ----- | ------ |
| Херсонес Таврійський | 100           | золото 900 проби | 31.1       | 32.0        | пруф                | секторальне рифлення             | 3 000       |       |        |
| Боспорське царство   | 100           | золото 900 проби | 31.1       | 32.0        | пруф                | гладкий із заглибленими написами | 3 000       |       |        |

### Спорт
| Назва                                             | Номінал, грн. | Метал  | Маса, грам | Діаметр, мм | Якість виготовлення       | Гурт                           | Тираж, штук | Аверс | Реверс |
| ------------------------------------------------- | ------------- | ------ | ---------- | ----------- | ------------------------- | ------------------------------ | ----------- | ----- | ------ |
| Фінальний турнір чемпіонату Європи з футболу 2012 | 500           | золото | 500,0      | 80,0        | спеціальний анциркулейтед | гладкий із заглибленим написом | 500         |       |        |

### Інші монети
| Назва                              | Номінал, грн. | Метал  | Маса, грам | Діаметр, мм | Якість виготовлення | Гурт                           | Тираж, штук | Аверс | Реверс |
| ---------------------------------- | ------------- | ------ | ---------- | ----------- | ------------------- | ------------------------------ | ----------- | ----- | ------ |
| 1025-річчя хрещення Київської Русі | 100           | золото | 31,1       | 32,0        | пруф                | гладкий із заглибленим написом | 1025        |       |        |
| Український балет                  | 50            | золото | 15,5       | 25,0        | пруф                | гладкий                        | 4 000       |       |        |
| `1 Гривня`                         | 1             | золото | 15.55      | 25,0        | анциркулейтед       | гладкий                        | 500         |       |        |